# Hadra wilsoni
Hadra wilsoni är en snäckart som beskrevs av Alan Solem 1979. Hadra wilsoni ingår i släktet Hadra och familjen Camaenidae. IUCN kategoriserar arten globalt som sårbar. Inga underarter finns listade i Catalogue of Life.